# Phyllopentas hirtiflora
Phyllopentas hirtiflora är en måreväxtart som först beskrevs av John Gilbert Baker, och fick sitt nu gällande namn av Jesper Kårehed och Birgitta Bremer. Phyllopentas hirtiflora ingår i släktet Phyllopentas och familjen måreväxter. Inga underarter finns listade i Catalogue of Life.